# Антон Бренек

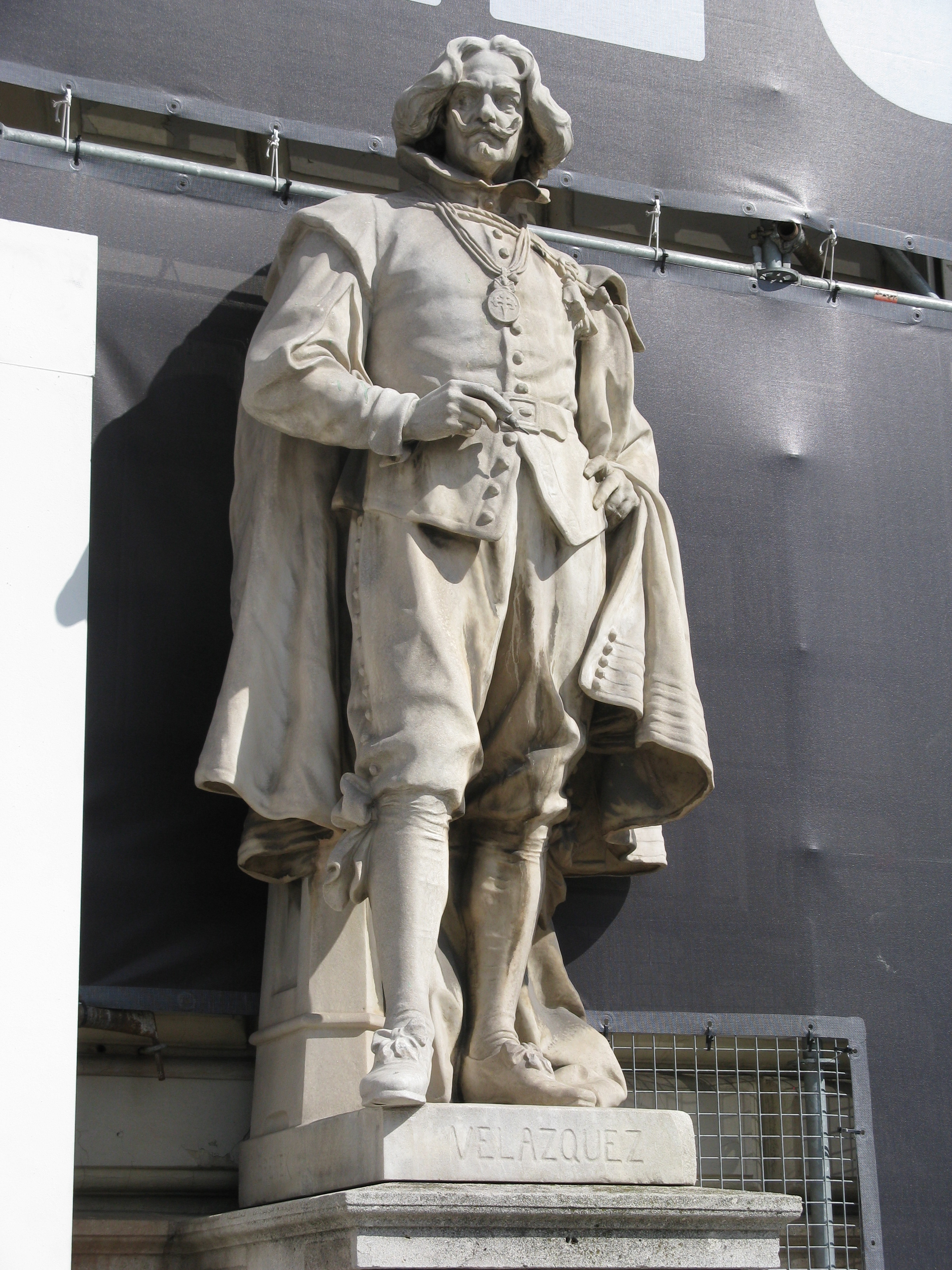
Статуя Дієго Веласкеса (Відень)

Антон Бренек (нім. Anton Brenek; 23 жовтня 1848, Брно, Австро-Угорщина — 18 листопада 1908, Баден, Нижня Австрія) — австрійський скульптор чеського походження.

## Біографія
Перші уроки майстерності отримав у скульптурній майстерні свого батька Йозефа Бренека (1820—1878). У 1872—1874 роках навчався у Віденській школі прикладних мистецтв (Kunstgewerbeschule des kk österreichischen Museums für Kunst und Industrie). Через два рокирозпочав навчання у Віденській академії образотворчих мистецтв, був учнем Каспара фон Зімбуша.
Разом з учителем працював над створенням його основних робіт — пам'ятників Бетховену і Марії-Терезії у Відні. Згодом Антон Бренек став професором моделювання та малювання в Державній торговельній школі, де він викладав до 1881 року, а потім був переведений до Відня для викладацької діяльності в місцевій державній торговельній школі.
У 1905 році вийшов у відставку, але як і раніше, присвячував усього себе скульптурі.

## Вибрані твори
- Чотири скульптурні статуї на фасаді Віденської ратуші
- Пам'ятник імператору Йосифу II (Брно, Чехія)
- Чотири фігурні рельєфи з каррарського мармуру для будівлі парламенту Австрії (Відень, Австрія)
- Пам'ятник імператору Йосифу II (Рейхенберг, Німеччина)
- Пам'ятник Францу Ґрільпарцеру (Брно, Чехія)
- Пам'ятник меру Брно Густаву Вінтерголлеру (Брно, Чехія)
- Дві алегоричні фігури (Гофбурґ, Австрія)
- Колосальна статуя польського воїна 1683 року (Нойбург, Німеччина)
- Пам'ятник імператору Францу Йосифу I (Берндорф (Нижня Австрія))
- Меморіал Костянтина Томащука в Чернівцях, Україна
- Меморіал Йозефа Трейтеля в Академії наук (Відень, Австрія)
- Пам'ятник Йозефу Пецвалю у дворі віденського університету
- Пам'ятник імператору Йосифу II в м. Новий-Їчин, Чехія
- Дві скульптурні групи дітей в Трієсті, Італія
- Дві скульптурні групи для австрійського павільйону з нагоди Ювілейної виставки в Бухаресті (1906)
- Статуя Дієго Веласкеса (Відень, Австрія)
- Дві фігури в натуральну величину для порталу в новій офісній будівлі в Карлових Варах, Чехія
- Бронзовий бюст Альбрехта фон Валленштейна у військово-історичному музеї (Відень, Австрія, 1882).

## Галерея

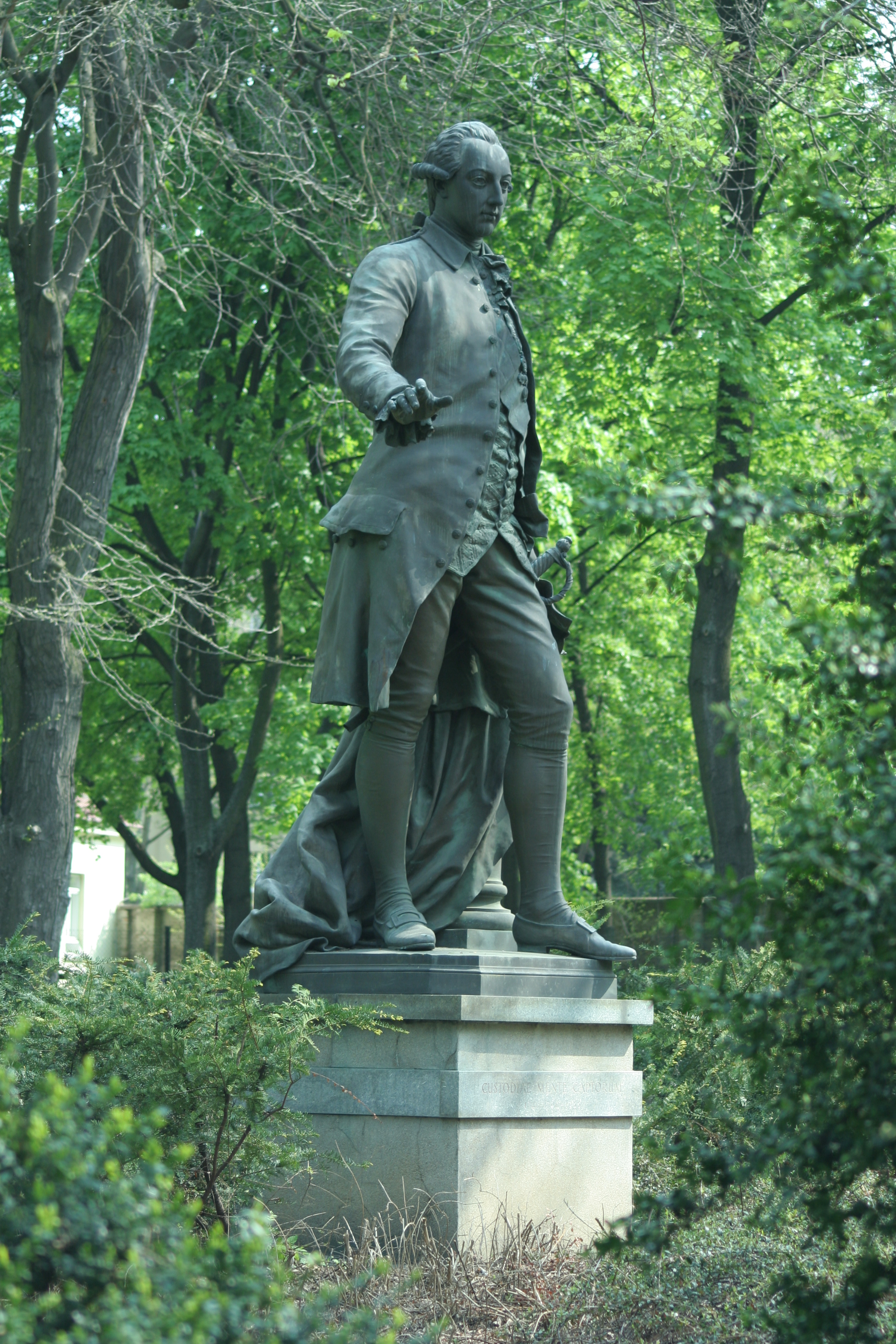
Пам'ятник імператору Йосифу II (Брно, Чехія)
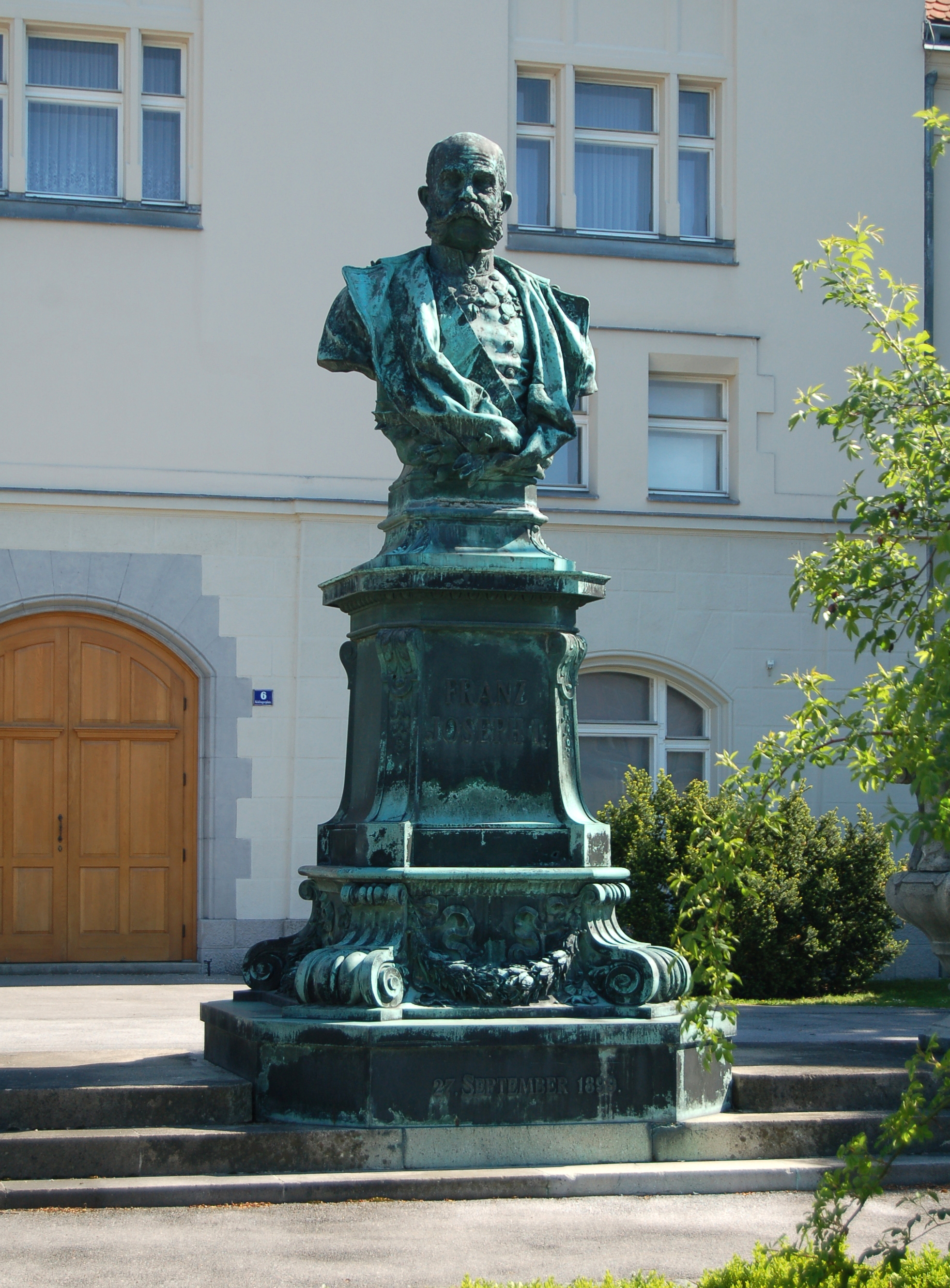
Бюст імператора Франца Йосифа I (Берндорф (Нижня Австрія))
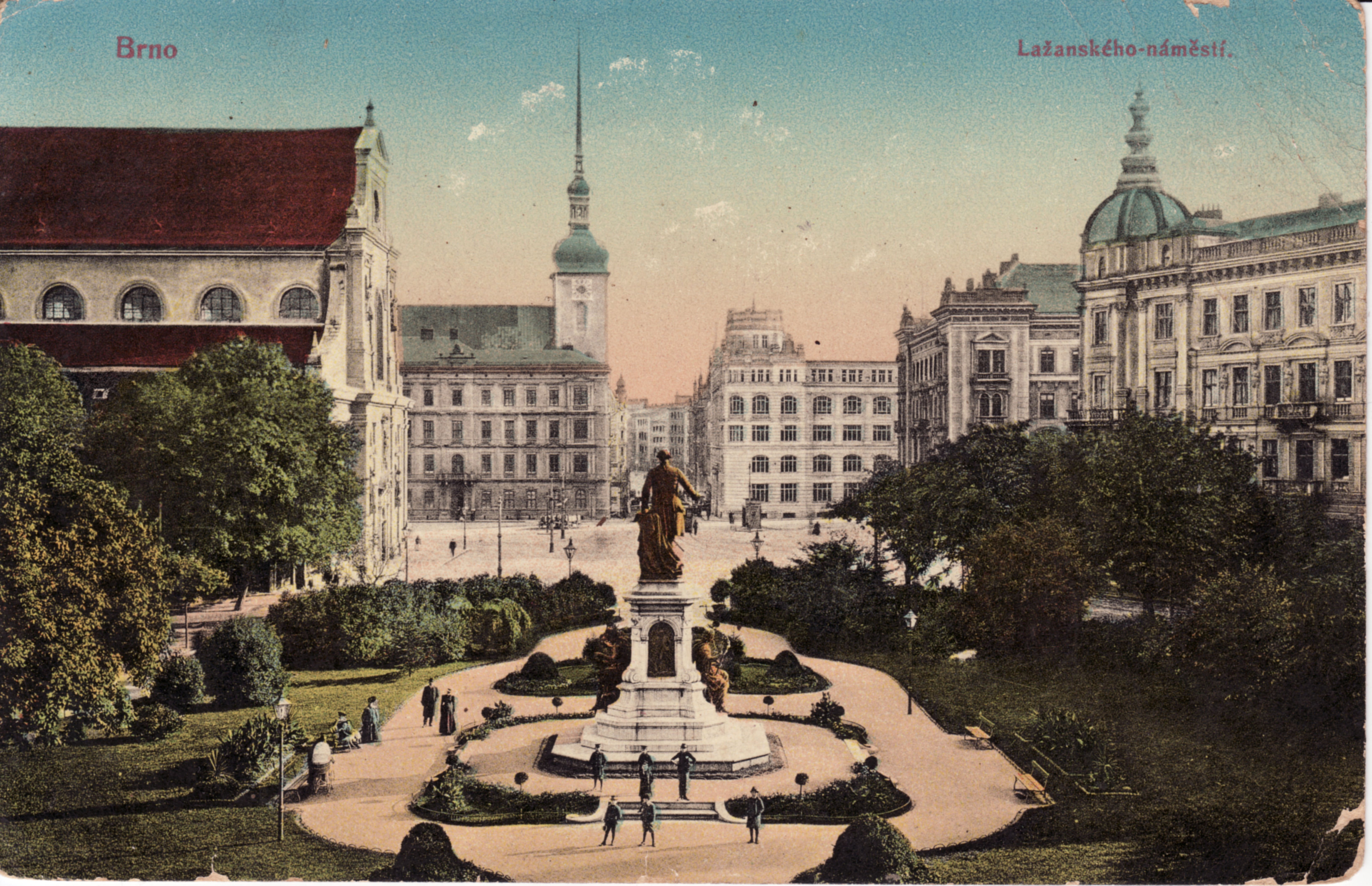
Пам'ятник імператору Йосифу II (Брно, Чехія) на листівці 1892 року
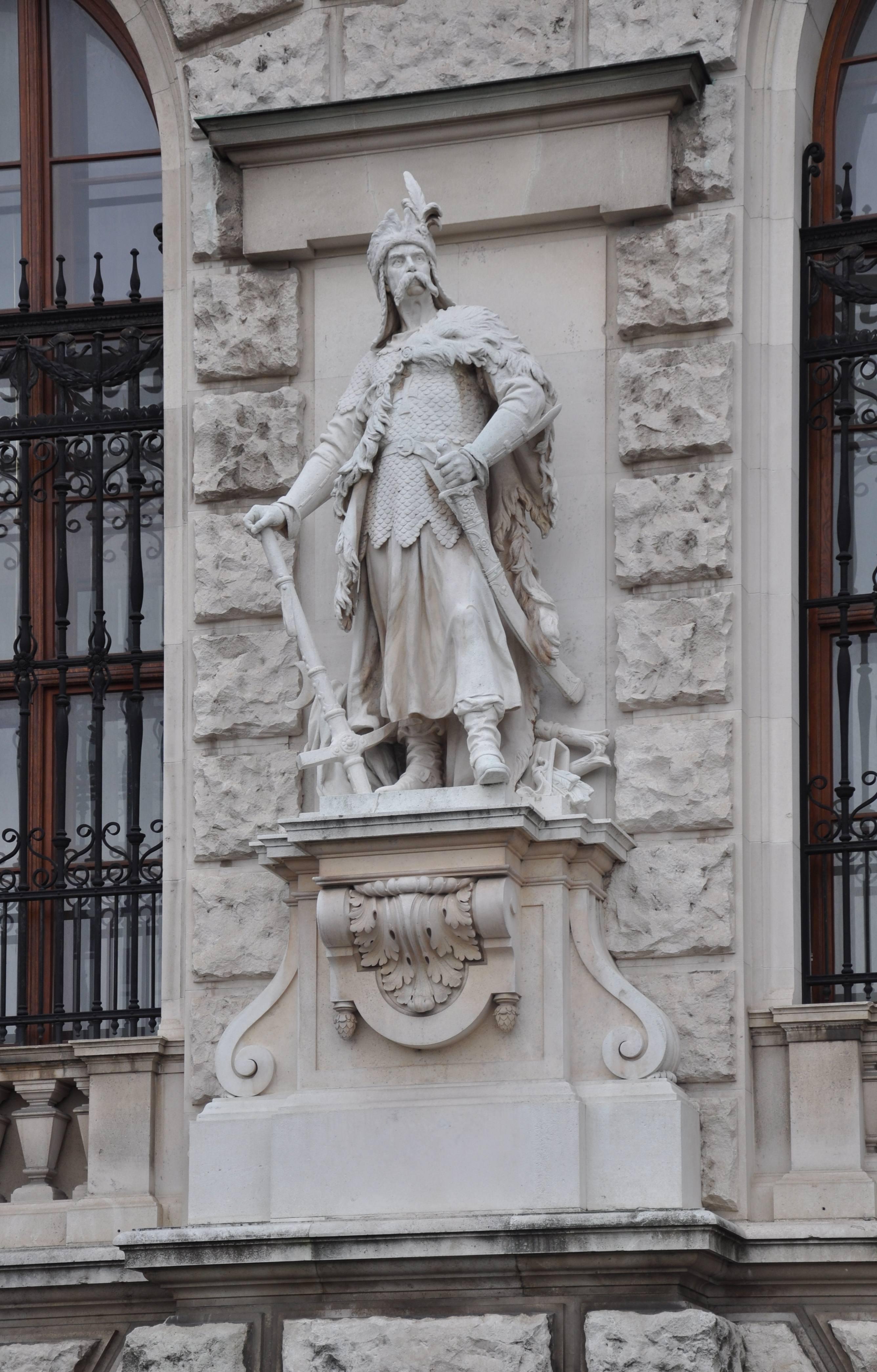
Скульптура польського воїна 1683 року на Віденському військово-історичному музеї
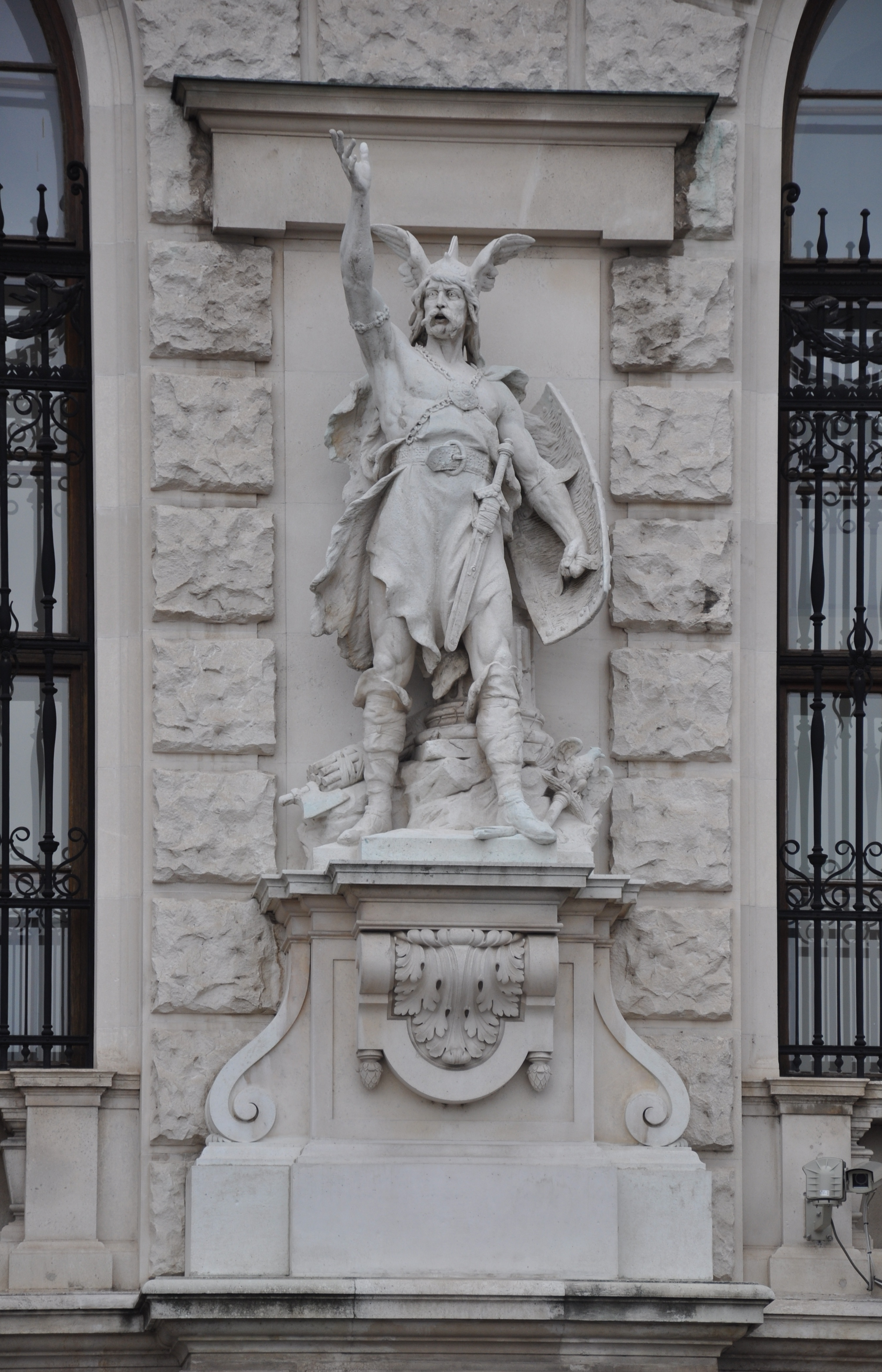
Скульптура воїна на Віденському військово-історичному музеї